# チェ・ソクピル
チェ・ソクピル（韓: 최석필、1974年4月17日 - ）は、大韓民国の声優。男性。

## 出演作品
※太字は主役・メインキャラクター。

### テレビアニメ

#### 韓国オリジナル
- スフィアーズ（アステン）
- シャドーファイター（ドンク）
- 少女チャングムの夢（カン・ドック）

#### 日本作品の吹き替え
- ドラえもん第1作 (剛田武) 
  - ドラえもん第2作 (剛田武) ※初代
- キテレツ大百科（木手英太郎）
- スクールランブル (天王寺昇、東郷雅一、郡山) ※CHAMP TV放送版
- 瀬戸の花嫁 (瀬戸 豪三郎)
- MURDER PRINCESS (ジョドォ＝エントラシア)
- ガイスターズ FRACTIONS OF THE EARTH（ガ・ンジャ）
- デジモンフロンティア（ネーモン、デュナスモン、セラフィモン、ボルケーモン、アシュラモン、パンジャモン、スカルサタモン、ララモン、パンジャモン）
- デジモンクロスウォーズ（ネプチューンモン）
- こちら葛飾区亀有公園前派出所
- るろうに剣心 -明治剣客浪漫譚-（火男）
- こどものおもちゃ（黒崎利三）
- ONE PIECE（ブルーノ）
- HUNTER×HUNTER（マジタニ）
- メダロット（キャプテン・ジン）
- ラブひな（老人）
- ああっ女神さまっ （田宮 寅一、ゴッド）
- NARUTO -ナルト-（パックン）
- ヒカルの碁（周平）
- 銀魂
- BLEACH（志波岩鷲）
- あらしのよるに 〜ひみつのともだち〜（ギロ）

#### 米国作品の吹き替え
- ビーストウォーズ 超生命体トランスフォーマー (砂漠戦闘指揮官 スコルポス)
- パワーパフガールズ (モジョ・ジョジョ) ※カートゥーン ネットワーク放送版
  - パワーパフガールズ（第2作） (モジョ・ジョジョ)
- レゴ ニンジャゴー（ナダカーン）

### 劇場アニメ
- 名探偵コナン 世紀末の魔術師 (セルゲイ・オフチンニコフ)
- 猫の恩返し (トト)
- ヒックとドラゴン（ゲップ）
  - ヒックとドラゴン2（ゲップ）
  - ヒックとドラゴン 聖地への冒険（ゲップ）
- 怪盗グルーのミニオン危機一発（エドアルド・ペレス）
- バケモノの子 (熊徹)
- ズートピア（ベンジャミン・クロウハウザー）
- ペット（デューク）
  - ペット2（デューク）
- アングリーバード（マイティー・イーグル）
  - アングリーバード2（マイティー・イーグル）
- ザ・スーパーマリオブラザーズ・ムービー (クッパ)